# 桑田佳祐&Mr.Children
桑田佳祐&Mr.Children，是由日本樂團南方之星的靈魂人物桑田佳祐和Mr.Children在1995年為進行防治艾滋病（HIV / AIDS）宣傳組成的期間限定慈善樂團。製作人是小林武史。

## 成員
- 桑田佳祐（主唱）
- Mr.Children
  - 櫻井和壽（主唱）
  - 田原健一（吉他）
  - 中川敬輔（貝斯）
  - 鈴木英哉（鼓）

## 簡介
1993年開始，南方之星停止活動，桑田佳祐開始進行個人solo，其1994年的原創專輯《孤獨的太陽》獲得極大的好評。而新晉樂團Mr.Children自1993年的《CROSS ROAD》人氣急升，1994年的單曲《innocent world》還成為年度冠軍歌曲。
而桑田和Mr.Children的合作是由曾經擔當過這兩隻樂團製作人的小林武史促成的。以國際援助艾滋病患者的活動「Act Against AIDS」（AAA）為契機，兩者組成了期間限定的慈善樂團「桑田佳祐&Mr.Children」，創作並演唱活動的亞洲區主題曲《奇蹟的地球》，所得的收益全部用於防治艾滋病的工作。
樂團為了宣傳防治艾滋病的訊息，全國巡迴演出一個月。唱片大賣172萬張，成為年度單曲銷量第7位。
活動結束後，這個期間限定樂團自然完成了任務解散，不過桑田和Mr.Children為慈善出力沒有停止。Mr.Children在重新進行自身樂團工作之後的首張單曲《See-Saw Game ～勇敢的戀曲～》就是全部收益捐贈予阪神大地震震災；桑田之後每年都參加AAA的活動。
這次合作也使桑田和Mr.Children形成了深厚的友誼。2001年，櫻井和壽上桑田佳祐的電視節目《桑田佳祐的音樂老虎 ～MUSIC TIGER～》，兩人在拳擊擂台上用唱卡拉OK的方式「對決」，節目最後兩人合唱《奇蹟的地球》。2006年，小林和櫻井主辦的公益音樂節「ap bank fes.06」，桑田佳祐出演，在11年後和櫻井共演《奇蹟的地球》，成為一時的熱門話題；一個月後，兩人再度在THE 夢人島 Fes.上共演《奇蹟的地球》。

## 作品
單曲
- 奇蹟的地球（1995年1月23日發行，8cm CD）

## 外部連結
- 南方之星官方網站 （页面存档备份，存于）
- MR.CHILDREN官方網站 （页面存档备份，存于）